# Mercator-Globen für Karl V.
Bei den Mercator-Globen für Karl V. handelt es sich um ein verschollenes Globenpaar, das der Löwener Kartograf Gerhard Mercator für Kaiser Karl V. anfertigte. Für die beiden Globen hat sich ein declaratio insigniorum utilitatum genannter Brief Mercators an den Herrscher erhalten, der wie eine Gebrauchsanweisung geschrieben ist.

## Geschichte
Kaiser Karl V. war sehr interessiert an Astrologie und Astronomie und führte mehrere Instrumente zur Vermessung und Beobachtung des Sternenhimmels sogar auf Kriegszügen mit sich. So ließ er sich während der Belagerung von Ingolstadt im Schmalkaldischen Krieg 1546 die Funktionsweise der mitgeführten Objekte durch den Astronomen Peter Apian erklären. Allerdings wurden die astronomischen Instrumente während der Belagerung zerstört und der Kaiser wandte sich an Gerhard Mercator, um das Verlorene ersetzt zu bekommen.
Friedrich Wilhelm Krücken vermutet, dass Mercator zwei Aufträge durch den Kaiser erhielt. Zum einen wurde um 1552 der damals bereits in Duisburg lebende Kartograf um die Anfertigung eines Astronomischen Ringes („annulus astronomicus“) gebeten. Zum anderen erteilte ihm Karl V. den Auftrag einen Doppelglobus zu bauen. Hierzu wurde Gerhard Mercator auch am 3. Mai 1554 zu einer Audienz mit dem Kaiser nach Brüssel geladen, in der der Herrscher ihm mitteilte, dass der Globus eine mechanische Planetenuhr des Uhrmachers Juanelo Turriano bekrönen sollte. Noch im gleichen Jahr berichtete er Philipp Melanchthon in einem Brief von dieser Audienz.
Um dem Kaiser die neuen Instrumente zu präsentieren und ihre Handhabung vorzustellen, schuf Mercator in der Folge die declaratio. Sie wurde nicht in Druck veröffentlicht, sondern gelangte als eine Art Brief an den Kaiser. Sie wurde erstmals 1866 als Handschrift entdeckt und vom niederländischen Historiker Jan van Raemdonck publiziert. Der Doppelglobus für Karl V. wurde im Jahr 1996 durch Friedrich Wilhelm Krücken rekonstruiert und nachgebaut.
Wahrscheinlich gelangte die Planetenuhr des Juanelo mitsamt dem Mercator-Doppelglobus vom kaiserlichen Hof in Brüssel aus in den Alterssitz Karls V. in Yuste. Im dortigen Kloster der Hieronymiten lagerten die Objekte mehrere Jahrhunderte. Am 9. August 1809 wurde das Kloster von den vorrückenden napoleonischen Truppen erobert und in Brand gesteckt, wobei die astronomischen Instrumente verbrannten. Andere Quellen gehen davon aus, dass die Globen noch bis ins 17. Jahrhundert in Toledo im ehemaligen Haus des Turriano lagerten, wobei ihr Verbleib danach unklar ist.

## Beschreibung
Der Doppelglobus für Karl V. bestand aus einem Erdglobus, der etwa die Größe eines Balles hatte, sowie einem größeren Himmelsglobus aus Kristall. Der kleinere Erdglobus wurde ins Innere des durchsichtigen Himmelsglobus gelegt. Der Himmelsglobus war in der Nord-Süd-Achse drehbar gelagert. Mithilfe eines Kompass, der in den Globusfuß eingebaut wurde, konnte die Stellung der Sterne zu jeder Stunde und an jedem Standort auf der Erde nachvollzogen werden. Daneben ermöglichte der bewegliche Meridianring die Ausrichtung des Erdglobus, sodass auch jeder beliebige Ort auf der Erde in den Fokus gerückt werden konnte.